# Clusia chiribiquetensis
Clusia chiribiquetensis là một loài thực vật có hoa trong họ Bứa. Loài này được Maguire mô tả khoa học đầu tiên năm 1951.